# Festina lente
Festina lente é um oximoro latino que significa "apressa-te devagar". É atribuída a Augusto, imperador romano, e quer dizer que o trabalho executado devagar é melhor do que quando feito apressadamente.
A expressão "apressa-te devagar" na verdade quer dizer: "Faça o seu trabalho de maneira rápida, porém não apressada. A diferença é que na primeira modalidade, temos prazo a cumprir, isso não nos impede de desenvolver a tarefa de maneira curada, com precisão e máxima atenção. Na segunda modalidade o indivíduo desenvolveria a tarefa atabalhoadamente só se importando em terminá-la o quanto antes sem levar em consideração o produto final acabado".
Festina lente é o slôgane da fábrica de relógios Festina.